# Vánoce v Rusku
Vánoce v Rusku jsou tradičně slaveny 7. ledna podle juliánského kalendáře, který používá pravoslavná církev. Tento den je spojen s náboženskými obřady, jako je půlnoční mše a modlitby. Před Vánocemi začíná čtyřtýdenní půst, během kterého se věřící připravují na oslavu narození Ježíše. Tradiční ruské Vánoce se neobejdou bez speciálních jídel, jako je kuťa (rýžová kaše se semeny a medem). Vánoční stromek a dárky jsou v Rusku spíše spojeny s Novým rokem, který se slaví 31. prosince, ale některé rodiny slaví i Vánoce s rodinnými setkáními a dárky.